# Clerithes tanganikensis
Clerithes tanganikensis är en insektsart som beskrevs av Bolívar, C. 1914. Clerithes tanganikensis ingår i släktet Clerithes och familjen Thericleidae. Inga underarter finns listade i Catalogue of Life.